# Mohammad Salim Al-Awa
Mohammad Salim Al-Awa (en árabe: محمد سليم العوا ) (Alejandría, 22 de diciembre de 1942) es un jurista y político egipcio, especialista en Derecho constitucional del Antiguo Egipto. 

## Biografía
Fungió como secretario general de la Unión Internacional de Estudiantes Musulmanes en Londres y director de la Asociación Egipcia para la Cultura y el Diálogo. El 14 de junio de 2011, decidió registrarse para participar en las elecciones presidenciales de Egipto de 2012 como candidato independiente. Al-Awa ha sido llamado como uno de los pocos pensadores islámicos que ha hecho un "esfuerzo serio" de "definir qué islamismo supondría en una sociedad moderna", ya que "valientemente se adentró en las realidades de la historia islámica y experimentó con nuevas interpretaciones".
Estudió Derecho islámico en la Universidad de Alejandría, continuando sus estudios en la Universidad de Londres. En 1985 retornó a Egipto como docente en la Universidad de Zaqaziq.

## Obras
- On the Political System of the Islamic State, American Trust Publications.
- Punishment in Islamic Law - A Comparative Study, American Trust Publications, Indianápolis 1993, ISBN 0-89259-142-0.
- Religion and Political Structures - An Islamic Viewpoint, Birmingham 1999.